# 서울태릉초등학교
서울태릉초등학교(서울泰陵初等學校)는 대한민국 서울특별시 노원구 공릉동에 있는 공립 초등학교이다.

## 학교 연혁
- 1986년 1월 17일 설립인가
- 1986년 1월 31일 초대 김명식 교장 취임
- 1986년 5월 1일 개교(40학급 2036명)
- 1996년 3월 1일 현재 교명으로 변경
- 2001년 9월 1일 서울태랑초등학교 분리(974명)
- 2002년 12월 31일 태릉 공원화 조성(2640m2)
- 2007년 3월 1일 제7대 이세영 교장 취임
- 2008년 9월 1일 다목적실 개관
- 2009년 8월 23일 영어전용교실 구축
- 2010년 9월 20일 특별실, 급식실 신축
- 2012년 3월 1일 한국농어촌공사 팜스쿨 사업 운영
- 2012년 9월 18일 제2과학실험실 현대화
- 2013년 8월 26일 컴퓨터실 리모델링
- 2016년 2월 15일 다목적실 LED 조명 설치
- 2016년 10월 20일 도서실 현대화
- 2020년 9월 1일 제12대 정용훈 교장 취임

## 참고 자료
- 서울태릉초등학교 - 한국교육학술정보원 학교알리미